# Glass (pel·lícula de 2019)
Glass és una pel·lícula estatunidenca de thriller psicològic i superherois de 2019 escrita i dirigida per M. Night Shyamalan, que va coproduir amb Jason Blum, Marc Bienstock, i Ashwin Rajan. El film és un crossover i una seqüela de les anteriors pel·lícules de Shyamalan El protegit (Unbreakable, 2000) i Split (2016), servint com l'última entrega de la trilogia Unbreakable. Bruce Willis, Samuel L. Jackson, Spencer Treat Clark, i Charlayne Woodard reprenen els seus papers d'Unbreakable, mentre que James McAvoy i Anya Taylor-Joy reprenen els seus personatges de Split, amb Sarah Paulson, Adam David Thompson, i Luke Kirby unint-se al repartiment com a noves incorporacions.